# مايك كومبتون (لاعب كرة قدم أمريكية)
مايك كومبتون (بالإنجليزية: Mike Compton)‏ هو لاعب كرة قدم أمريكية أمريكي، ولد في 18 سبتمبر 1970 في ريتشلاندز في الولايات المتحدة.

## وصلات خارجية
- مايك كومبتون على موقع مرجع كرة القدم المحترفة.كوم (الإنجليزية)